# Vestische Kinder- und Jugendklinik Datteln

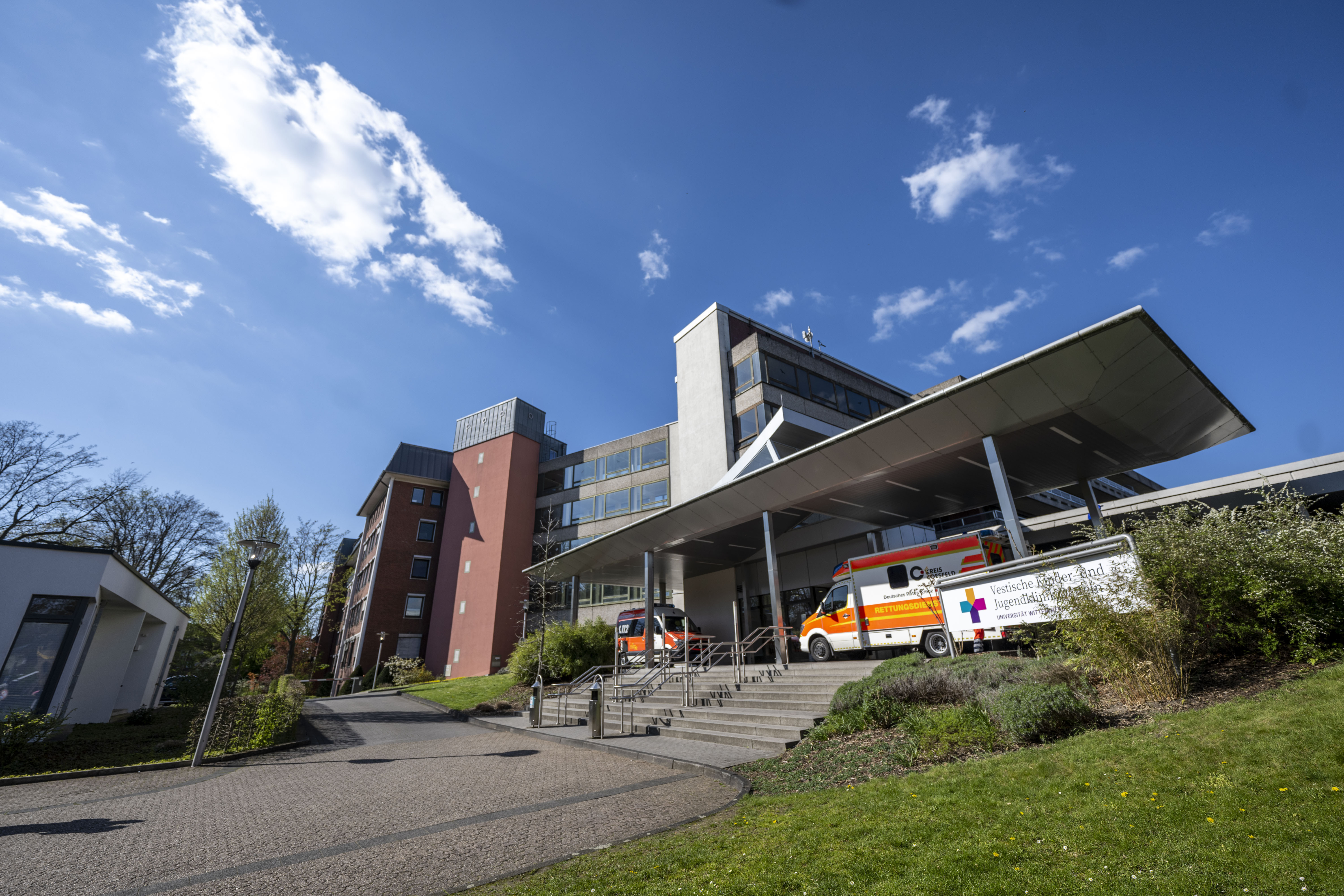
Außenansicht der Vestischen Kinder- und Jugendklinik Datteln

Die Vestische Kinder- und Jugendklinik Datteln, Universität Witten/Herdecke ist ein überregionales Krankenhaus und Universitätsklinikum für Kinder- und Jugendliche in Datteln.

## Geschichte

### Gründung nach dem Zweiten Weltkrieg
Nach dem Ende des Zweiten Weltkriegs beschlagnahmte die britische Besatzungsmacht die Zeche und unterstellte sie der Northern German Coal Control. Der neuberufene Bergwerksdirektor, Hans-Friedrich Steiner, verzichtete auf die ihm angebotene Villa seines Vorgängers und schlug vor, diese einem sozialen Zweck zur Verfügung zu stellen. Colonel Oliver, der damals verantwortliche Offizier der Briten und selbst Bergmann, gab dazu sein Einverständnis. Das Ehepaar Steiner und zwei Ordensschwestern vom Orden der Göttlichen Vorsehung organisierten den Umbau unter den schwierigen Umständen der Nachkriegszeit. Zuvor waren die beiden Schwestern, Sr. Bernfrieda und Sr. Irmigard, im Kinderkrankenhaus in Recklinghausen tätig. Dieses wurde im Krieg durch Bomben zerstört. Colonel Oliver zum Dank nannte man diese Einrichtung Oliverhaus, dessen Einweihung am 5. Mai 1946 gefeiert wurde. Ursprünglich war es für Kinder der Mitarbeiter der Zeche Emscher-Lippe gedacht, doch es stand auch anderen Kindern offen.
Anfänglich beherbergte das Haus Küche, Milchküche, ein Labor und mehrere Krankenzimmer mit zwölf Betten. Finanziell wurde das Oliverhaus von der Zeche organisiert, vertreten durch Hans-Friedrich Steiner. Die Verwaltung des Wirtschaftsdienstes und der Pflege oblag der Oberin. Einen Chefarzt fand man anfangs nicht, lediglich eine Assistenzärztin, Toschke, konnte eingestellt werden. In der Übergangszeit übernahm ein niedergelassener Arzt aus Recklinghausen die Behandlung der Kinder. Im August 1946 wurde Werner Döhrmann Chefarzt des Oliverhauses. Diese Stelle besetzte er bis 1960.

### Vom Oliverhaus zur Vestischen Kinderklinik

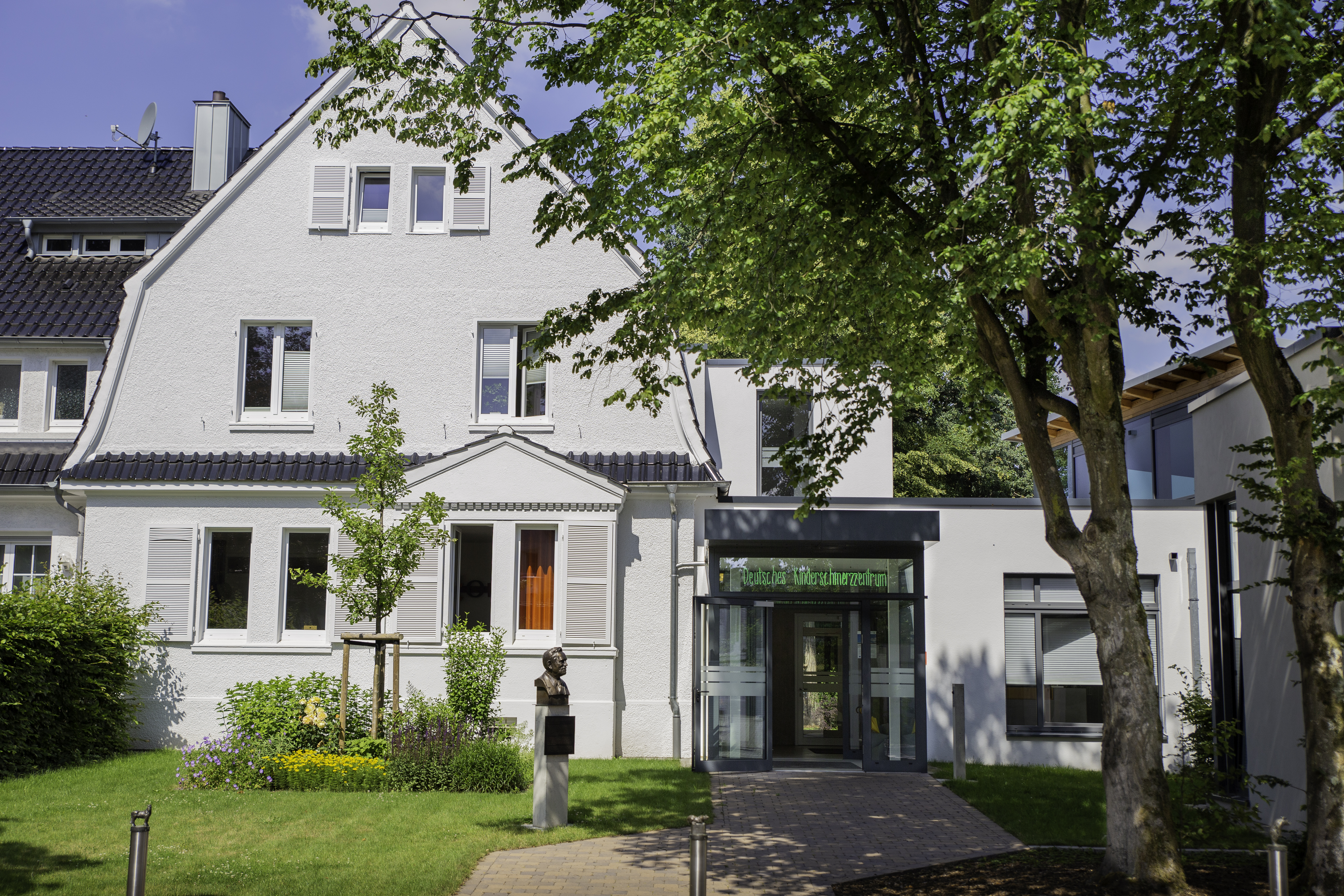
Außenaufnahme des Deutschen Kinderschmerzzentrums an der Vestischen Kinder- und Jugendklinik Datteln (2020)

Die Zeche schenkte 1956 die ehemalige Bergbaubesitzersvilla, das Oliverhaus, den Schwestern des Ordens der Göttlichen Vorsehung. Da die Kapazität, mittlerweile konnte man 40 Patienten aufnehmen, nicht ausreichte, entschloss man sich zu einem Neubau. Im Sommer 1958 wurden entsprechende Landesmittel bewilligt und der erste Spatenstich fand am 7. Oktober desselben Jahres statt. Im Herbst des folgenden Jahres feierte man das Richtfest. Bezogen wurde der Bau Ende 1960. Am 5. Juli 1961 war die Einweihung der Vestischen Kinderklinik. Die Baukosten betrugen fünf Millionen Mark. Mit dem Neubau zog nun auch ein Perinatalzentrum und ein EEG-Labor ein. Hatte man nun bereits über 200 Betten, wuchs die Zahl in den 1960ern auf 280 an. Trotzdem herrschte Raumnot, so dass teilweise zwei Patienten in einem Bett lagen und man Schubladen und Badewannen zu Säuglingsbetten umfunktioniert hat.

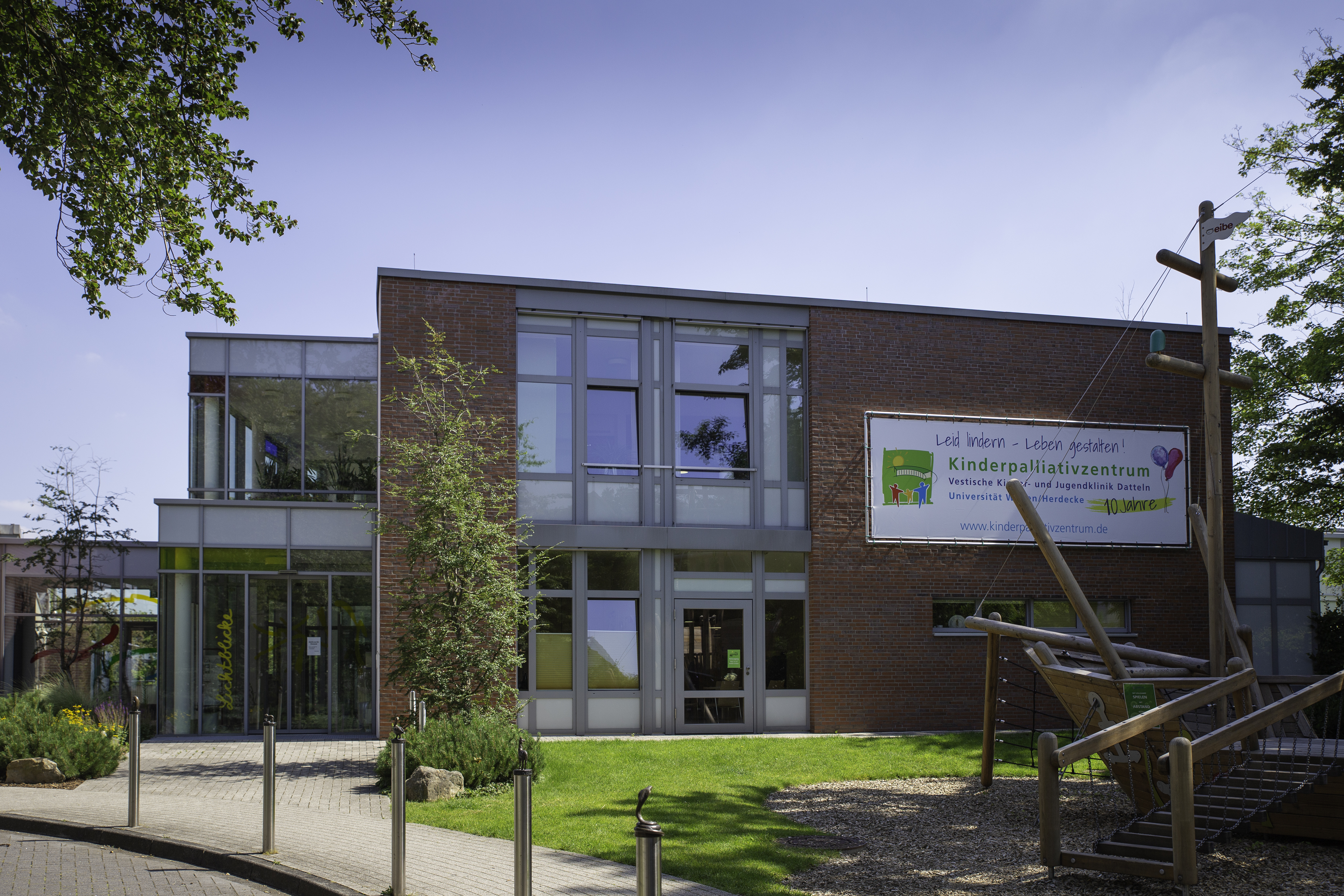
Außenaufnahme Kinderpalliativzentrum Datteln (2020)

Zwischenzeitlich wurde Heinrich Rodeck Chefarzt der Klinik. Er führte auch das Dattelner Modell ein, dass eine Kombination aus ambulanter und stationärer Pflege vorsieht. 1985 wurde er als Ärztlicher Direktor von Werner Andler abgelöst. Seit Juli 2010 ist Michael Paulussen Ärztlicher Direktor der Vestischen Kinder- und Jugendklinik.

### Ausdifferenzierung und Meilensteine
Das Schlaflabor mit vier Plätzen wurde im Herbst 1988 eingeweiht. Wichtigste Aufgabe war in den ersten Jahren die Untersuchung von Kindern und Jugendlichen hinsichtlich des Risikos des plötzlichen Kindstodes. Heute steht die Abklärung vielfältiger Schlafstörungen im Mittelpunkt, unter anderem auch bei Kindern mit Mehrfachbehinderungen.

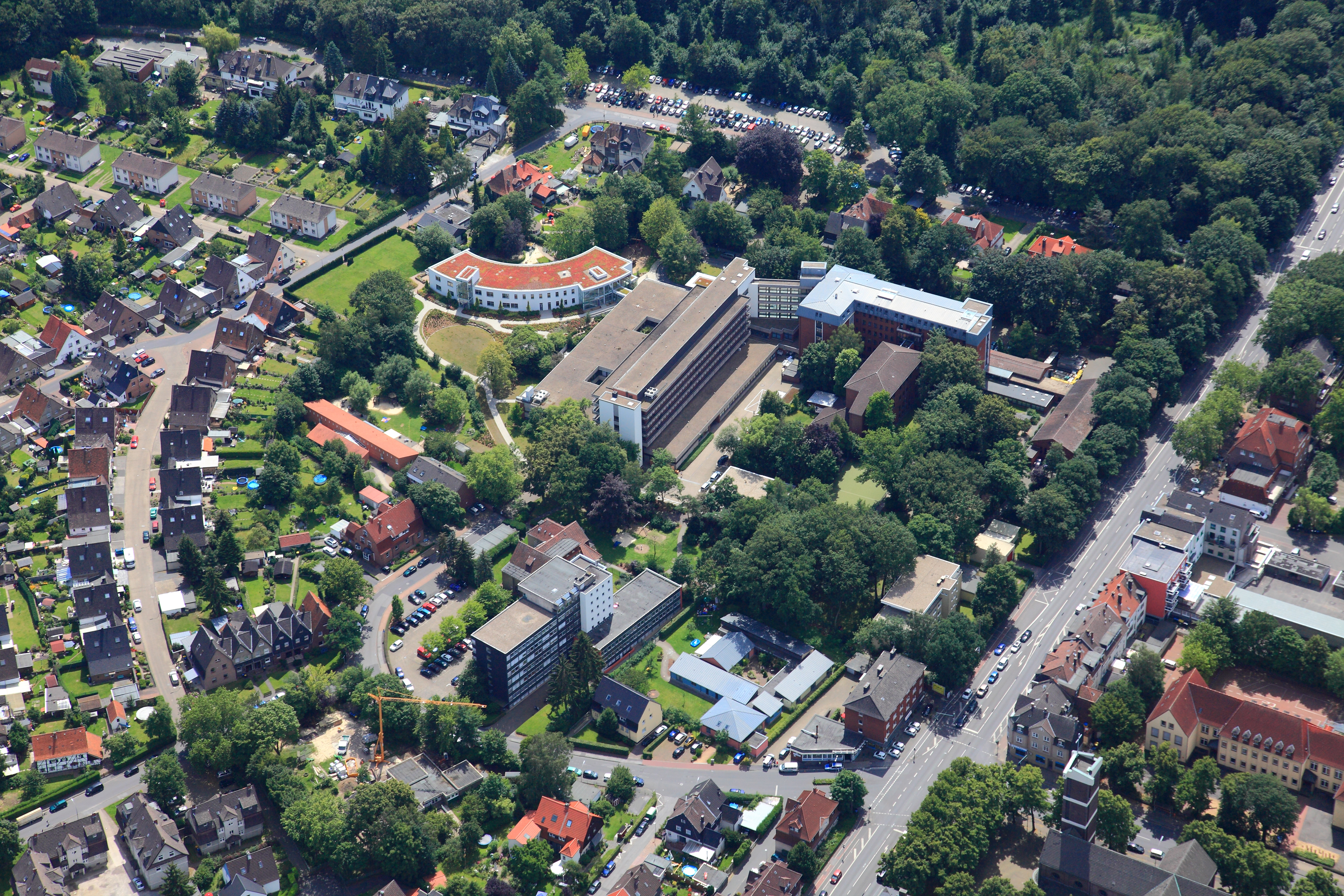
Luftbild Vestische Kinder- und Jugendklinik Datteln (2012)

Im Januar 1991 wurde das neue Perinatalzentrum eröffnet, das 1993 in Räume des St. Vincenz-Krankenhauses umzog, um so zehn statt bis dahin sechs Beatmungsplätze anbieten zu können. Dieses neue „echte“ Perinatalzentrum wurde im Frühjahr 1994 eingeweiht. Heute betreut es rund 2.000 Geburten, davon rund 85 im Jahr von Kindern unter 1.500 Gramm.
Am 18. September 1991 wurde das Institut für Pädaudiologie und Phoniatrie in der Kinderklinik eingeweiht. Hör- und Sprachstörungen bei Kindern sind oft keine isolierten Behinderungen, sondern Teil einer globalen Entwicklungsstörung.
Im Jahr 2002 gründete Boris Zernikow mit Unterstützung der Vodafone Stiftung Deutschland das Vodafone Stiftungsinstitut für Kinderschmerztherapie und Pädiatrische Palliativmedizin (VIKP). Aus dem VIKP gingen im Jahr 2010 das Kinderpalliativzentrum Datteln und im Jahr 2012 das Deutsche Kinderschmerzzentrum hervor.
Im Jahr 2011 nahm die Medizinische Kinderschutzambulanz ihre Arbeit auf. Heute versorgt die Abteilung jährlich rund 1.000 Kinder, die mit dem Verdacht auf Vernachlässigung, Misshandlung und Missbrauch vorgestellt werden. Die Medizinische Kinderschutzambulanz bildet zusammen mit der Rechtsmedizin der Universität Köln das Kompetenzzentrum für Kinderschutz im Gesundheitswesen NRW.

## Einrichtung
Die Klinik verfügt über 246 Betten. Pro Jahr versorgt sie rund 10.000 stationäre und knapp 60.000 ambulante Kinder und Jugendliche. Geschäftsführer ist Martin Meyer, Ärztlicher Direktor ist seit 2010 Michael Paulussen. Pflegedirektorin ist seit 2023 Katja Schöpe.

### Abteilungen
Die Vestische Kinder- und Jugendklinik Datteln besitzt neun chefärztlich geführte Abteilungen:
- Allgemeine Pädiatrie, Onkologie und Hämatologie, Immunologie, Kardiologie, Pulmologie und Allergologie, Medizinischer Kinderschutz (Ärztlicher Direktor und Chefarzt: Michael Paulussen)
- Rheumatologie und Allergologie (Chefarzt: Thomas Berger)
- Kinder- und Jugendpsychiatrie, Psychotherapie und Psychotraumatologie (Chefärztin: Claudia Sauer)
- Neonatologie, pädiatrische Intensivmedizin, Perinatalzentrum und Schlafmedizin (Chefärztin: Claudia Roll)
- Pädiatrische Radiologie, Sonografie, Magnetresonanztomographie (Chefarzt: Andreas Panzer)
- Pädaudiologie, Phoniatrie, CI-Rehabilitationszentrum (Chefärztin: Bettina Schönweiler)
- Zentrum für Neuropädiatrie, Entwicklungsneurologie und Sozialpädiatrie (Chefarzt: Kevin Rostásy)
- Endokrinologie, Diabetologie und pädiatrische Ernährungsmedizin (Chefarzt: Thomas Reinehr)
- Kinderschmerztherapie und pädiatrische Palliativmedizin, Deutsches Kinderschmerzzentrum, Kinderpalliativzentrum (Chefarzt: Boris Zernikow)